# Artabotrys ochropetalus
Artabotrys ochropetalus är en kirimojaväxtart som beskrevs av Ian Mark Turner. Artabotrys ochropetalus ingår i släktet Artabotrys och familjen kirimojaväxter. Inga underarter finns listade i Catalogue of Life.